# Woronieccy herbu Korybut

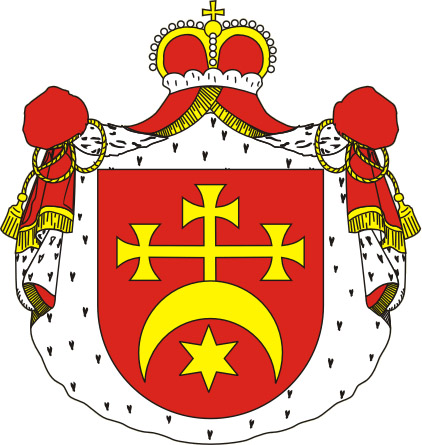
Herb Woronieckich - Korybut

Woronieccy – polski ród książęcy pochodzenia ruskiego, pieczętujący się herbem Korybut, będący gałęzią kniaziów Nieświckich, wywodzących się od Rurykowiczów. Nazwisko to przyjął w 1526 od miejscowości Woronczyn koło Łucka książę Jerzy Zbaraski, syn Teodora. Jeden z kniaziów Woronieckich używał także nazwiska Trysteński, które pochodziło od posiadanych dóbr.
Ród ma cztery linie: podlaską, lubelską, płocką i galicyjską.

## Przedstawiciele rodu
- Jakub Woroniecki (zm. 1598) – biskup nominat kijowski i żmudzki, kanonik gnieźnieński i łowicki
- Maksymilian Dionizy Woroniecki (?– ok. 1797) – polski działacz, królewski podkomorzy, starosta zwinogrodzki i poseł na sejm 1748 roku
- Wincenty Woroniecki (ur. ok. 1780–1826) – pułkownik kawalerii Wojsk Polskich Księstwa Warszawskiego i kawaler Virtuti Militari (gałąź galicyjska).
- Adam Woroniecki (1794–1863), ziemianin, generał wojsk rosyjskich i marszałek szlachty guberni lubelskiej (gałąź lubelska).
- Kalikst Woroniecki (1795–1879), ziemianin i oficer wojsk rosyjskich (gałąź płocka).
- Jeremi Woroniecki (1804–1877), ziemianin, literat i badacz starożytności (gałąź podlaska).
- Lucjan Woroniecki (1806–1875), oficer w powstaniu listopadowym 1830–1831 i kawaler Virtuti Militari (gałąź podlaska).
- Mieczysław Korybut Woroniecki(inne języki) (1825–1849), książę, pułkownik, bohater Węgierskiej Wiosny Ludów 1848–1849 (gałąź galicyjska).
- Henryk Korybut Woroniecki (–1879), oficer.
- Józef Woroniecki (ok. 1807–1885, oficer wojsk austriackich, Wojsk Polskich w powstaniu 1830–1831, wojsk węgierskich w powstaniu 1848–1849 i oficer armii tureckiej (gałąź galicyjska).
- Mieczysław Woroniecki (1848–1908), ziemianin i działacz społeczny (gałąź lubelska).
- Michał Woroniecki (1860–1928), książę, przemysłowiec, (gałąź podlaska). Syn Lucjana i Marianny Łuszczewskiej. W 1898 r. ożenił się z Franciszką Paulą Krasińską, z którą miał córkę i pięciu synów, m.in. Konstantego (1900-1940), Adama (1901-1980), Krzysztofa Franciszka (1910-1972)[2]
- Jacek Woroniecki (1878–1949), polski duchowny katolicki i myśliciel, dominikanin (gałąź lubelska).
- Jan Woroniecki (1880–1960), dyplomata (gałąź lubelska).
- Henryk Woroniecki (1891–1942), dyplomata (gałąź płocka).
- Zofia Zyta Woroniecka (1906-1984), córka ziemianina oskarżona o zabójstwo narzeczonego (gałąź płocka).
- Antoni Woroniecki (1907–1995) – polski duchowny katolicki i wykładowca akademicki.
- Teresa Woroniecka (1917–1995), artystka śpiewaczka (gałąź płocka).